# Мохамед бин Салман
Мохамед бин Салман бин Абдулазиз Ал Сауд (на арабски: محمد بن سلمان بن عبد العزيز آل سعود) е кронпринцът на Саудитска Арабия. Той изпълнява длъжността вицепремиер на страната, а също така е председател на Съвета по въпросите на икономиката и развитието, председател на Съвета за политически въпроси и сигурност и министър на отбраната – най-младият в света към момента на назначаването му. Описван е като властта зад трона на баща си, крал Салман. Назначен е за кронпринц през юни 2017, след решението на крал Салман да отстрани Мохамед бин Найеф от всички позиции, като направи Мохамед бин Салман наследник назначен за престола.
Той води няколко успешни реформи, които включват регламенти, ограничаващи правомощията на религиозната полиция, премахване на забраната на жени да шофират през юни 2018 и отслабване системата за мъжко настойничество през август 2019. Други културни разбработки по време на неговото управление включват първите публични концерти на жени певици, първия саудитски спортен стадион, който да приема жени, увеличено присъствие на жени в работната сила и отваряне на страната за международни туристи чрез въвеждане система за електронна виза. Програмата му Vision 2030 има за цел да разнообрази саудитската икономика чрез инвестиции в непетролни сектори, включително технологии и туризъм.
Въпреки похвалите за неговия напредък към социалната и икономическа либерализация на Саудитска Арабия, международните коментатори и групите за правата на човека гласно критикуват ръководството на Бин Салман и недостатъците на неговата програма за реформи, като се позовават на нарастващ брой задържания и предполагаеми изтезания на активисти за човешки права, бомбардирането над Йемен, ескалация на дипломатическата криза в Катар, начало на спора между Ливан и Саудитска Арабия, започване на дипломатическа развръзка с Канада, арестуване на членове на кралското семейство на Саудитска Арабия през ноември 2017 г., насилството на Саудитска Арабия през 2018 – 2019 г. срещу феминистки и убийството на Джамал Хашогджи. Той е описан от наблюдатели като автократичен лидер, без толерантност към дисидентството срещу него или саудитското кралско семейство.